# کازابلانکا رکوردز
کازابلانکا رکوردز (انگلیسی: Casablanca Records) شرکت نشر موسیقی آمریکایی است، که در سال ۱۹۷۳ تأسیس شد.